# ラムネ2
ラムネ2は、ねこねこソフトから発売されたゲームソフトのタイトル。

## 概要
ラムネの続編であり、2017年1月27日に発売。
田舎の海辺の町が舞台。そこでの一夏の物語。過去パートである幼少期をどのように過ごすかによって、現代である本編でどのキャラクターを攻略するかが決まるシステムとなっている。